# Мангалаза, Эжен Режи
Эжен Режи Мангалаза (малаг. Eugène Régis Mangalaza; род. 13 июля 1950, Амбудивуаниу) — малагасийский политический деятель, премьер-министр Мадагаскара с 10 октября по 18 декабря 2009 года.

## Биография
Эжен Режи Мангалаза родился 13 июля 1950 года в Амбудивуаниу, на севере Мадагаскара.
Как профессор, преподавал в университете Тулиары в 1980-х годах и был директором по персоналу в Автономном порту Туамасины с 1987 по 1989 год. На парламентских выборах 1989 года, он был избран в парламент. С 1989 по 2002 год был ректором университета Туамасины, и там же преподавал философию и антропологию.
Во время политического кризиса 2009 года, четыре основные политические группировки достигли соглашения 6 октября 2009 года, о том, что Андри Радзуэлина останется в должности президента, а пост премьер-министра вместо Мондзы Руандефу займёт Мангалаза. Такое предложение было выдвинуто Дидье Рациракой.
Радзуэлина подтвердил 9 октября, что он назначит Мангалазу. Руандефу сказал 10 октября, что не уйдёт в отставку. Мангалаза прибыл в Мадагаскар из Парижа 10 октября, и Радзуэлина, игнорируя возражения Руандефу, назначил Мангалазу на пост премьер-министра поздно вечером в тот же день.
Руандефу направил этот вопрос на рассмотрение Государственного совета 12 октября 2009 года, с требованием о её аннулировании указа о назначении Мангалазы, но 22 октября получил отказ.